# Hong Eun-hee
Hong Eun-hee (en hangul, 홍은희 ; 17 de febrero de 1980) es una actriz surcoreana.

## Biografía
En 2003 se casó con el actor surcoreano Yoo Jun-sang, la pareja tiene dos hijos Yoo Dong-woo y Yoo Min-jae.
El 1 de diciembre de 2021 se anunció que había dado negativo para COVID-19 luego de realizarse una prueba como medida de prevención, después de que el actor Kim Soo-ro diera positivo, mientras se encontraban filmando la serie Woori the Virgin.

## Carrera
Forma parte de la agencia Namoo Actors.
En diciembre del 2018 se unió al elenco recurrente de la serie Less Than Evil (también conmocida como "Bad Detective"), donde dio vida a la abogada Kim Hae-joon, la esposa del detective Woo Tae-suk (Shin Ha-kyun), hasta el final de la serie en enero del 2019. La serie es una adaptación de la serie británica "Luther".
El 13 de marzo de 2021 se unió al elenco principal de la serie Okay Kwang Sisters (también conocida como "A Happy Other's House") donde interpretó a Lee Kwang-nam, hasta el final de la serie el 18 de septiembre del mismo año.
En 2022 tuvo un papel secundario, el de la madre de la protagonista, en la serie de SBS Woori the Virgin.

## Filmografía

### Series de televisión
| Año         | Título                      | Rol                              | Red    |
| ----------- | --------------------------- | -------------------------------- | ------ |
| 1999        | You're One-of-a-Kind        |                                  |        |
| 1999        | Hur Jun                     | Reina Inmok                      |        |
| 1999        | Michiko                     |                                  |        |
| 2000        | More Than Love              |                                  |        |
| 2001        | Sangdo                      | Mi-geum                          |        |
| 2002        | My Love Patzzi              | Eun Hee-won                      |        |
| 2002        | Shoot for the Stars         | Ye-rin                           |        |
| 2002        | April Story                 |                                  |        |
| 2003        | Rose Fence                  | Yoon Ji-sun                      | KBS2   |
| 2005        | TV Novel: Wind Flower       | Kim Young-sil                    | KBS1   |
| 2005        | Tears of Diamond            | Jeon Ga-hee                      | SBS    |
| 2007        | Golden Bride                | Kang Won-mi                      | SBS    |
| 2008        | Don't Be Swayed             | Lee Soo-hyun                     | MBC    |
| 2009        | Enjoy Life                  | Hong Kyung-soo                   | MBC    |
| 2012        | My Husband Got a Family     | (cameo, episodio 18)             | KBS2   |
| 2012        | Dream of the Emperor        | Reina Seondeok (episodios 19-70) | KBS1   |
| 2016        | Working Mom Parenting Daddy | Lee Mi-so                        | MBC    |
| 2018 - 2019 | Less Than Evil              | Kim Hae-joon                     | [ 16 ] |
| 2021        | Okay Kwang Sisters          | Lee Kwang-nam                    |        |
| 2022        | Woori the Virgin            | Oh Eun-ran                       | SBS    |

### Variedad/programas de radio
| Año       | Título                                             | Red         | Notas                 |
| --------- | -------------------------------------------------- | ----------- | --------------------- |
| 2005-2006 | Yeo Yoo Man Man with Lee Hong-ryeol / Hong Eun-hee | KBS2        | presentadora          |
| 2008      | Women of Three Colors Talk Show                    | MBC Every 1 | presentadora          |
| 2010      | Women Who Change the World: Wonder Woman           | MBC         | presentadora          |
| 2010      | Good Day                                           | MBC         | presentadora          |
| 2010-2011 | Music Village with Hong Eun-hee                    | MBC FM4U    | DJ                    |
| 2013      | Taxi                                               | tvN         | presentadora          |
| 2014      | Real Men: Female Soldier Special - Season 1        | MBC         | elenco                |
| 2021      | Problem Child in House                             |             | (ep. #120) - invitada |

## Premios y nominaciones
| Año  | Premio                   | Categoría                                                | Nominación         | Resultado |
| ---- | ------------------------ | -------------------------------------------------------- | ------------------ | --------- |
| 2008 | MBC Drama Awards         | Premio dorado de actuación, Actriz en una Serie de Drama | Don't Be Swayed    | Ganadora  |
| 2013 | KBS Drama Awards         | Premio a la excelencia, Actriz en una Serie de Drama     | The King's Dream   | Nominada  |
| 2014 | MBC Entertainment Awards | Premio especial para un Espectáculo de variedades        | Hombres de Verdad  | Ganadora  |
| 2021 | KBS Drama Awards         | Top Excellence Award, Actress                            | Okay Kwang Sisters | Nominada  |
| 2021 | KBS Drama Awards         | Excellence Award, Actress in a Serial Drama              | Okay Kwang Sisters | Ganadora  |